# Malavasi Editore
Malavasi Editore è una casa editrice italiana nata nel 2001 a Modena.

## Storia
Fondata il 16 agosto 2001 a Modena, pubblica principalmente nel mercato dell'home video fascicoli in DVD di alcune fiction televisive e film gialli.
La casa editrice nei vari anni ha fatto alcune collaborazioni. Nel 2005 al Cinema Lumière di Bologna è stato proiettato il primo film tratto dalla produzione letteraria di Agatha Christie dal titolo Die Abenteuer GmbH e in seguito fu trasmesso per la prima volta sul grande schermo lo sceneggiato Rai L’ultimo dei Baskerville . L'evento fu organizzato dalla Malavasi in collaborazione con l'associazione culturale L'Impronta del giallo e la Cineteca di Bologna. Invece nel 2006 ha partecipato alla sesta edizione della rassegna A Qualcuno piace giallo.
Nel 2010 è stato istituito un premio per i laureandi più meritevoli di nome Premio Malavasi.

### Prodotti
Malavasi Editore ha curato l'edizione italiana e ne ha pubblicato le stagioni in videocassetta e DVD, di serie televisive come Poirot e Prime Suspect, oltre che di altre come Miss Marple, In due s'indaga meglio, L'ora di Agatha Christie e anche film legati ad alcuni vincitori del Premio Oscar.
Tra le altre hanno anche pubblicato la serie Le avventure di Sherlock Holmes, prodotta dal 1984 al 1994 da Granada Television e con protagonista Jeremy Brett.
La casa editrice ha pubblicato inoltre 2 volumi esclusivi: Agatha Christie e il cinema e Holmes al cinema: dal muto al colore, che rivisitano la storia centenaria del cinema analizzando i film e le serie televisive dedicate ai personaggi di Agatha Christie e del detective di Baker Street.